# Краснолукский сельский совет (Тернопольская область)
Краснолукский сельский совет (укр. Краснолуцька сільська рада) — входит в состав
Лановецкого района
Тернопольской области
Украины.
Административный центр сельского совета находится в 
с. Краснолука.

## Населённые пункты совета
- с. Краснолука